# Złota legenda

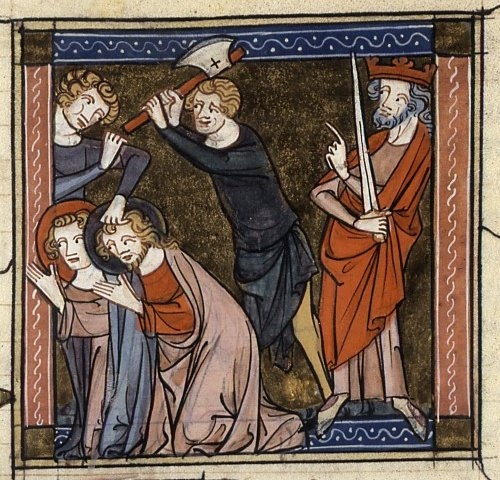
Męczeństwo Świętych Braci Prymusa i Felicjana, Złota legenda – manuskrypt z XIV w.

Złota legenda (łac. Legenda aurea) – jeden z najpopularniejszych średniowiecznych zbiorów żywotów świętych, legend hagiograficznych i opowiadań apokryficznych ułożonych w porządku kalendarza kościelnego.

## Okoliczności powstania
Autorem jest Jakub de Voragine, włoski dominikanin, a następnie arcybiskup Genui (ur. ok. 1228-1230, zm. 1298). Złota legenda powstała w drugiej połowie XIII w. U schyłku średniowiecza, a i później, dzieło to cieszyło się ogromną popularnością. Do dziś zachowało się przeszło tysiąc jej bogato iluminowanych i zdobionych rękopisów.

## Charakterystyka
Złota legenda jest wytworem średniowiecznej kultury, stanowiąc ucieleśnienie ducha późnego średniowiecza, z jego głęboką religijnością, czcią dla męczenników, żarliwą wiarą w cuda dokonywane przez świętych. Marian Plezia nazwał Złotą legendę „wielkim skarbcem, w którym fantazja stuleci złożyła swoje najpopularniejsze wytwory, a z którego pokolenia czerpały następnie wątki do swego piśmiennictwa, malarstwa, rzeźby i architektury”. Złota legenda przełożona została na wiele języków narodowych, również na język polski.
W 1798 Tadeusz Czacki zwracał uwagę na niską historyczną wartość Złotej legendy. Powołując się na uczonych, zajmujących się krytyką literacką, zaliczył ją do „nabożnych bajek”:

Ten rękopism jest to częścią zbioru żywotów świętych i bajek nabożnych, które sławny Jacob de Avoragine, inaczej a Voragine nazwany, dominikanin i arcybiskup genueński, w XIII wieku napisał. (...)
Później daleko uczony Mabillon i pracowici Bollandyści równie tego Jakóba jak Suriusza z liczby dobrych pisarzów wyłączyli.
Zawsze jednak ten rękopism dla swojej piękności będzie przyjemną biblioteki ozdobą,
18/19 września 1798 r. T. Czacki